# Alende (Eixón)
Alende es una aldea española situada en la parroquia de Eixón, del municipio de Puebla del Brollón, en la provincia de Lugo, Galicia.

## Localización
Está situado a 357 metros de altitud, en el margen izquierdo del río Cabe, pocos metros al sur de Nogueira. 

## Demografía
| Gráfica de evolución demográfica de Alende entre 2000 y 2020 |
|                                                              |
| Datos según el nomenclátor publicado por el INE.             |